# シャカル・ケーダーの戦い
シャカル・ケーダーの戦い （シャカル・ケーダーのたたかい、英語：Battle of Shakar Kheda）は、 1724年10月11日にインドのシャカル・ケーダーにおいて、ムガル帝国の宰相でありニザームの称号を持つカマルッディーン・ハーンと同国のデカン総督ムバーリズ・ハーンとの間に勃発した戦い。シャカル・ケーラーの戦いとも呼ばれる。

## 戦闘に至る経緯
1722年2月8日、ムガル帝国のトルコ系貴族であるデカン総督カマルッディーン・ハーンは皇帝ムハンマド・シャー・ランギーラーにより帝国の宰相に任命され、国政の改革に取り掛かった。だが、彼は皇帝の堕落やその側近の争いに対し、次第に愛想を尽かすようになっていった。
1723年12月23日、カマールッディーン・ハーンは帝国に見切りをつけてデリーを出て、自らの所領があるデカン高原に国家を樹立しようと南へと旅立った。
とはいえ、帝国はこの独立を許すことはなく、カマールッディーン・ハーンに代わってデカン総督となっていたムバーリズ・ハーンはこれを迎撃するため、ハイダラーバードから軍勢を率いて出発した。

## 戦闘
カマルッディーン・ハーンは対立する派閥に連なる州太守の軍勢を破りながら南下しているさなか、このムバーリズ・ハーンの迎撃を受けた。両軍は数度にわたり戦い、最終的にアウランガーバードから80マイルの地点、ベラール地方のシャカル・ケーダーで刃を交えることとなった。
1724年10月11日、カマルッディーン・ハーンとムバーリズ・ハーンの両軍はシャカル・ケーダーにおいて激突した。この戦いでカマルッディーン・ハーンは巧妙な戦術でムガル帝国軍を完膚なきまでに打ち破り、ムバーリズ・ハーンを殺害し、決定的な勝利を収めた。
これにより、カマルッディーン・ハーンは実質的に帝国から独立し、彼を祖とするニザーム王国（ハイダラーバード王国）が成立するところとなった。

## 戦闘後の経過
戦闘後、カマルッディーン・ハーンはさらに南進し、同年11月にハイダラーバードへと入城し、この地域の支配を固めた。
1725年6月25日、帝国の皇帝ムハンマド・シャーはカマルッディーン・ハーンの独立を認め、彼をデカン6州を総括するデカン総督の地位に任命し、「アーサフ・ジャー」の称号を与えた。かくして、帝国はその独立を認め、この地域を事実上放棄するところとなったのである。
とはいえ、デカン6州はそれ以前の1718年7月にムハンマド・シャーにより、マラーター王国にもその権利（チャウトとサルデーシュムキー）が認められていた。そのため、ニザーム王国とマラーター王国の争いはその後も続くこととなった。